# Bundesverband der Hörsysteme-Industrie
Der Bundesverband der Hörsysteme-Industrie e.V. (BVHI) ist ein Branchenverband der auf dem deutschen Markt tätigen Hersteller medizinischer Hörlösungen, insbesondere von Hörgeräten und Hörimplantaten. Sitz der Geschäftsstelle ist Frankfurt am Main.

## Geschichte
Der Bundesverband der Hörsysteme-Industrie geht zurück auf die im Jahr 1958 ins Leben gerufene „Fachabteilung Hörgeräte und Audiometer“ im Zentralverband Elektrotechnik- und Elektronikindustrie (ZVEI). 1987 gründeten Mitglieder der Fachabteilung die „Vereinigung der Hörgeräte-Industrie (VHI)“. Im Jahr 2011 benannte sich die Vereinigung in „Bundesverband der Hörgeräte-Industrie (BVHI)“ um, der 2014 die Rechtsform eines eingetragenen Vereines (e.V.) annahm. Im Jahr 2020 erweiterte der Verband seine Interessenvertretung um Hersteller von Hörimplantaten und nannte sich um in „Bundesverband der Hörsysteme-Industrie (BVHI) e.V.“.

## Profil und Aufgaben
Der Bundesverband der Hörsysteme-Industrie vertritt die Interessen der auf dem deutschen Markt tätigen Hersteller medizinischer Hörsysteme. In dieser Funktion kommuniziert er zu Themen der Hörgesundheit, Hörtechnologie, Hörminderung und technischen Innovationen. Satzungsziel ist die Beförderung der Zusammenarbeit zwischen allen Gruppen, welche an der medizinischen und hörakustischen Versorgung von Menschen, die mit einem Hörverlust leben, beteiligt sind. Hierzu zählen Hörakustiker, HNO-Ärzte, Krankenkassen, Schwerhörigenverbände und Interessengruppen sowie die Politik. Gemeinsam mit Patientenvertretern und HNO-Ärzten setzt sich der BVHI unter anderem für die Einführung regelmäßiger Hörtests ab dem 50. Lebensjahr als kassenärztliche Vorsorgeleistung ein.
Der BVHI veranstaltet jährlich im Rahmen des Internationalen Hörakustiker-Kongresses der Europäischen Union der Hörakustiker (EUHA) die internationale Industrieausstellung zur Hörtechnik. Der Verband arbeitet im Rahmen seiner Mitgliedschaft im World Hearing Forum mit der Weltgesundheitsorganisation zusammen.
Jährlich führt der BVHI eine Kundenzufriedenheitsbefragung der Hörsystemehersteller durch, erfasst aktuelle Meinungstrends in der Hörakustikbranche und stellt diese interessierten Hörakustikerinnen und Hörakustikern zur Verfügung.

## Öffentliche Aktionen
Der Welttag des Hörens 2019, organisiert von WHO und BVHI, stand unter dem Motto „Überprüfe dein Gehör“. Angesichts der hohen Kosten durch Hörminderungen wurden Möglichkeiten der Erhaltung und bestmöglichen Versorgung propagiert. Schirmherr der deutschen Kampagne war der Bundesminister für Gesundheit, Jens Spahn.
Anlässlich des Welt-Alzheimertag 2021 beteiligte der BVHI sich mit Informationen über die Bedeutung der Kommunikation beim Verlauf dieser Krankheit. „Eine Schwerhörigkeit im mittleren Lebensalter ist mit acht Prozent der größte modifizierbare Risikofaktor.“ sagte Stefan Zimmer, der Vorsitzende des BHVI.
Der BVHI organisiert für die WHO die jährliche deutschsprachige Kampagne zum Welttag des Hörens am 3. März.
Zum Welttag des Hörens 2022 machte Dr. Zimmer im Interview mit TRT Deutsch deutlich, dass altersbedingte Hörprobleme ebenso wie frühkindliche Hörminderungen therapiert und mit entsprechenden Geräten gemindert werden können.
Früherkennung sei besonders wichtig.
Zudem fördert der BVHI seit 2016 den Preis für die beste schauspielerische Leistung im Rahmen der ARD-Hörspieltage.
Auf dem Informationsportal ihr-hoergeraet.de informiert der BVHI zum Thema gesundes Hören, Prävention und Hörversorgung.

## Auszeichnungen
2018: Health Media Award der Health Media Award International Ltd., London für das Informationsportal ihr-hoergeraet.de
2014: Deutscher PR Preis in der Kategorie „Instrumente Inszenierung und Live-Kommunikation“ für den Tag des Hörens